# Ернст-Георг Бухтеркірх
Ернст-Георг Бухтеркірх (нім. Ernst-Georg Buchterkirch; 10 вересня 1914, Штольп — 17 серпня 1971, Берлін) — німецький офіцер, оберст-лейтенант Генштабу вермахту. Кавалер Лицарського хреста Залізного хреста з дубовим листям.

## Біографія
1 квітня 1935 року поступив на службу у вермахт. В 1938 році брав участь у громадянській війні в Іспанії. З 8 червня 1939 року служив у 6-му танковому полку — спочатку в  штабі 1-го батальйону, потім командиром взводу 2-ї роти. Учасник Польської і Французької кампаній. З 1 серпня 1940 року — командир 2-ї роти свого полку. Учасник боїв на радянсько-німецькому фронті. В бою 24 червня 1941 року знищив 12 радянських танків. 10 вересня 1941 року відправлений на навчання в танкове училище у Вюнсдорф, а потім призначений командиром роти 1-го батальйону навчального танкового полу (до 18 березня 1942). З 12 червня 1942 року — 1-й офіцер генштабу 23-ї піхотної дивізії. 15 листопада 1942 року відкликаний у штаб Армії резерву. З 20 лютого 1944 року — в штабу генерал-інспектора танкових військ, з 1 квітня 1944 року — в Генштабі сухопутних військ, з 20 серпня 1944 року — в штабі танкової групи «Захід» (пізніше — 5-та танкова армія). 30 березня 1945 року переведений в резерв фюрера.

## Нагороди
- Орден військових заслуг (Іспанія)
- Танковий знак легіону «Кондор»
- Іспанський хрест в сріблі (6 червня 1939)
- Медаль «За вислугу років у Вермахті» 4-го класу (4 роки)
- Залізний хрест
  - 2-го класу (19 вересня 1939)
  - 1-го класу (15 травня 1940)
- Лицарський хрест Залізного хреста з дубовим листям
  - лицарський хрест (29 червня 1940)
  - дубове листя (№44; 31 грудня 1944)
- Штурмовий піхотний знак в сріблі
- Нагрудний знак «За танкову атаку» в сріблі
- Сертифікат Пошани Головнокомандувача Сухопутних військ Вермахту (6 липня 1941)
- Медаль «За зимову кампанію на Сході 1941/42» (1942)
- Нагрудний знак «За поранення» в сріблі